# الأصول الأربعمائة
إن الأصول الأربعمائة هي عبارة عن أربعمائة كتاب لأربعمائة مؤلف من المحدثين القدماء من رواة عصر الأئمة الاثنا عشر، جمعوا فيها النصوص المأثورة عن المعصومين. وقد اعتمدتها الطائفة الشيعية باعتبارها مصادر حديثية موثوقة للمعرفة الدينية في مجالات العقيدة والأخلاق والشريعة. وقد أصبحت هي الأساس لمؤلفي الجوامع والكتب المتأخرة والتي بنيت علی التصنيف العلمي للأحاديث، وبالخصوص الكتب الأربعة التي هي أمّهات كتب الحديث عند الشيعة الإمامية.

## تعريف الأصل
يطلق العلماء كلمة الاصل علی الكتب الروائية التي تضم الأحاديث التي سمعها المؤلف من الإمام مباشرة أو ممن سمعه من الإمام، فحسب كلّ كما بلغة كمّا وكيفا، ولأنه لا يعتمد علی كتابات شخص آخر فيعتبر كتاب أصل. وإذا اقتبس الكتاب كل أحاديثه أو بعضها من كتاب آخر وإن يكن أصلا فإن هذا الكتاب المقتبس لايعتبر أصلا لأن مؤلفه لم يسمع الأحاديث من الإمام مباشرة بل استنسخها من مدونة أخری فهو فرع منها. فبناء علی ذلك الأصل يتضمن ويتصف بمسألتين: أولاً يجب أن تكون الرواية المروية عن المعصوم مباشرة أو عن الراوي عنه وثانياً يجب أن تكون معتمدة ومعتبرة.

## فترة الكتابة
دوّنت كتب الأصول الأربعمائة علی يد أربعمائة من مشاهير علماء وكبار مُحدّثي من أصحاب الأئمة الاثنا عشر وفي عصرهم، لكن بلغ النشاط الثقافي للشيعة القمة في عصر الامامين جعفر بن محمد الصادق وموسى بن جعفر الكاظم. حيث تخللت فترة الانتقال بين الحكم الاموي والعباسي وحينها أوجد فرصة من التراخي في الضغط السياسي علی الشيعة. فأقبل أهل العلم والمعرفة اقبالا شديدا علی مدرسة امام الصادق. وقد قام عدد كبير من هؤلاء بتدوين الروايات التي سمعوها منه حول مواضيع شتی كالفقه والتفسير والعقائد وغيرها. وقد اصطلح التاريخ الشيعي علی تسمية هذه الكتب بالأصول التي بلغت 400 عددا.

## من مواصفات كتب الأصول
لم تكن هذه المدونات الروائية تخضع لتبويب أو ترتيب معين، لأن أغلبها جاءت علی شكل أجوبة لمسائل، حول أمور فقهية أو عما يتعلق بالأئمة الاثنا عشر من حيث أخلاقهم وآدابهم وفضائلهم ومناقبهم وأمثال ذلك. وقد أصبحت هذه الكتابات التي اشتهرت فيما بعد باسم الاصول الاربعمئة هي الأساس لمؤلفي الكتب والرسائل التي بنيت علی التصنيف العلمي للأحاديث، وبالخصوص الكتب الأربعة التي هي أمّهات كتب الحديث عند الشيعة الإمامية وهي جوامع الحديثية الكبری بسبب اعتماد الطائفة بالإجماع علی مؤلفيها وعلی أعمالهم من حيث التصنيف والتبويب والجمع والاستيعاب.
لكن علی مر الزمن نُقلت الأحاديث من تلك الكتب المبوبة والمرتبة والمنقحة، وبسبب ذلك قلت الرغبة في استنساخ أعيانها، فأصاب تلك الأصول التلف وضاعت النسخ القديمية تدريجيا. والآن لاتوجد من هذه الأصول باستثناء عدد قليل منها.